# گمینا دوبرشتسه
گمینا دوبرشتسه (به لهستانی:  Gmina Dobryszyce) یک گمینا در لهستان است که در شهرستان رادومسکو واقع شده‌است. گمینا دوبرشتسه ۵۱٫۱ کیلومتر مربع مساحت و ۴٬۱۸۴ نفر جمعیت دارد.